# Faith Spotted Eagle
Faith Spotted Eagle (Tȟuŋkáŋ Inážiŋ Win), née en 1948, est une activiste et femme politique native américaine. Membre de la nation Sioux Yankton, elle a participé au mouvement contre l'oléoduc Keystone, qui a permis d'empêcher le développement du Dakota Access Pipeline.
Lors de l'élection présidentielle américaine de 2016, elle est la première personnalité autochtone et une des deux premières femmes (avec Hillary Clinton) à recevoir un vote du collège électoral des États-Unis pour le poste de président des États-Unis (de la part d'un « électeur infidèle » de l'État de Washington).